# Ярмарка невест
«Ярмарка невест» (венг. «Leányvásár») — оперетта  венгерского композитора Виктора Якоби, написанная в 1911 году. Это наиболее известная среди одиннадцати оперетт Якоби и первая венгерская оперетта, получившая широкое международное признание. Действие её происходит в Калифорнии в середине XIX века: в городке организуется «смотр невест» для местной молодежи.

## История
Премьера оперетты состоялась 14 ноября 1911 года в «Королевском театре» (Király Színház), Будапешт. В 1913 году.успешно прошла лондонская постановка. В бродвейской постановке (США) оперетта шла с дополнительными музыкальными номерами, написанными Джеромом Керном, причём сюжет и все имена действующих лиц были переделаны (Китти вместо Люси и т. п.). В 1916 году в мадридском «Театре сарсуэлы» была поставлена испанская версия.
В России первая постановка прошла в 1912 году в петербургском «Театре Буфф», сначала под названием «Купленная жена», далее установилось название «Ярмарка невест». Впоследствии эта оперетта неоднократно ставилась на советской сцене: 1935 (Ленинградский театр оперетты), 1948 (Львовский театр музыкальной комедии) и др. 
Оперетта была трижды экранизирована: 1918 (немой фильм), 1941, 1982.

## Главные действующие лица
| Персонаж              | Имя в оригинале       | Голос   |  |
| --------------------- | --------------------- | ------- |  |
| Сенатор Джек Гаррисон | Senator Jack Harrison |         |  |
| Люси, его дочь        | Lucy Harrison         | сопрано |  |
| Том Миглс             | Tom Miggles           | тенор   |  |
| Фриц Роттенберг, граф | Fritz Rottenberg      |         |  |
| Бесси                 | Bessy                 | сопрано |  |

## Сюжет
В деревне неподалеку от Сан-Франциско проходит шуточная «ярмарка невест», фермеры предлагают своих дочерей в жёны. На ярмарку приходит миллионер Гаррисон со своей дочерью Люси, но она отказывается от всех предложений, потому что у неё уже есть жених, молодой граф Фриц Роттенберг. Тем не менее она уступает традиции и выбирает Тома Миглса, неудачливого бизнесмена, разорённого недавно отцом Люси.
Том некогда поклялся отомстить Гаррисону за разорение. Он шантажирует местного шерифа, о котором знает компрометирующие факты, и заставляет его пригласить священника и произвести обряд венчания Тома с Люси. Во время шуточной свадьбы все считают, что священник не настоящий, но вскоре открывается правда. Том и Люси обнаруживают, что им хорошо друг с другом.
У Роттенберга также неприятности, так как он влюбился в другую девушку, Бесси. В конце концов всё кончается благополучно, так как выясняется, что Гаррисон вовсе не разорил Тома, это лишь недоразумение.

## Популярные музыкальные номера
- Выходная ария Люси (De nagyot iramodtam...)
- Mondjad igazán, leszel a babám... (Ha lennék egy lánykának édes szerelme...)
- Дуэт «Парочка» (Kettecskén, az élet édes álom...)
- Dzsiloló (Джилоло) (Történt hajdanán, hogy egy hottentotta lány...)
- Жизнь прекрасна (Tele van az élet rejtelemmel...)
- Финал (Merész vagy ember, látom...)
- Квартет (Kezdje végre gróf uram...)
- Дуэт Люси и Тома (Mondjad igazán, leszel a babám... Vártalak ide...)
- Дуэт (No de méltóságos úr)